# Wincrange
Wincrange (luxemburguès Wëntger, alemany Wintger) és una comuna i vila al nord de Luxemburg, que forma part del cantó de Clervaux. Endemés de Wincrange, comprèn les viles d'Allerborn, Asselborn, Boevange, Boxhorn, Brachtenbach, Cinqfontaines, Deiffelt, Derenbach, Doennange, Hachiville, Hamiville, Hoffelt, Lentzweiler, Lullange, Niederwampach, Oberwampach, Rumlange, Sassel, Schimpach Stockem, i Troine.

## Població
| Nacionalitat   | Població | %      |
| -------------- | -------- | ------ |
| Luxemburguesos | 2.825    | 83,56% |
| Forasters      | 556      | 16,44% |
| - Portuguesos  | 123      | 3,64%  |
| - Francesos    | 44       | 1,30%  |
| - Italians     | 16       | 0,47%  |
| - Belgues      | 204      | 6,03%  |
| - Alemanys     | 45       | 1,33%  |
| - Iugoslaus    | 28       | 0,83%  |
| - Altres       | 96       | 2,84%  |

## Evolució demogràfica
| Any        | Població |
| ---------- | -------- |
| 15/02/2001 | 3.381    |
| 01/01/2002 | 3.403    |
| 01/01/2003 | 3.413    |
| 01/01/2004 | 3.462    |
| 01/01/2005 | 3.504    |